# Cástaras
Cástaras è un comune spagnolo di 277 abitanti situato nella comunità autonoma dell'Andalusia.